# Downhearted Blues
Downhearted Blues es una canción de blues compuesta por Alberta Hunter y Lovie Austin en 1922.
Alberta Hunter interpretó la canción durante su participación en el Chicago Dreamland Café, donde actuó junto a Joe King Oliver’s Band. Alberta también  realizó una grabación de la misma en 1922.
El tema fue grabado por la cantante de blues Bessie Smith (vocal) y Clarence Williams (piano) el 16 de febrero de 1923. Lanzado como primer single de Bessie Smith, junto a la canción Gulf Coast Blues en la cara B. Vendió 780.000 discos en sus primeros seis meses.
La grabación de Smith fue incluida por el National Recording Preservation Board (Consejo Nacional de preservación de grabaciones) en la Biblioteca del Congreso “Registro Nacional de Grabaciones” en 2002. La junta selecciona canciones en una base anual que son “cultural, histórica o estéticamente significativas.
También fue incluida en la lista de canciones del siglo, por la Recording Industry of America y el National Endowment for the Arts en 2001 y está en el Rock and Roll Hall of Fame, como una de las 500 mejores canciones del rock.
Downhearted Blues posteriormente ha sido interpretada por varios músicos, entre otros: Fletcher Henderson & His Orchestra, Eva Taylor, Lucille Hegamin, Edna Hicks, Mildred Bailey & Her Alley Cats, Cab Calloway & His Orchestra, Teddy Wilson, Kid Ory, Juanita Hall, Ella Fitzgerald, Son House, Teresa Brewer.